# André Jaume
Pour les articles homonymes, voir Jaume.
 André Jaume est un musicien de jazz contemporain, né à Marseille le 7 octobre 1940.

## Biographie
Il commence par étudier la clarinette (1956-1958) et le saxophone (1960) au conservatoire de Marseille et entre en 1964 dans la première classe de jazz d'un conservatoire français, celle dirigée par Guy Longnon. Il débute par le jazz traditionnel puis à partir de 1967 étudie le contrepoint.
Lors d'un passage à Marseille il joue avec Phil Woods, et de 1968 à 1969 on le voit avec le pianiste Fred Ramamonjiarisoa, le bassiste David Parker et le batteur Steve McCall.
De 1970 à 1971, il joue dans le big band d'Edmond Toberet et forme un sextet avec Gilles Normand (guitare), Julien Armani (cornet), Jean Pierre Auphan (piano), Jannick Top (basse) et Gérard Faroux (batterie).
De 1972 à 1973, il travaille avec le big band d'Ambrose Jackson et Barre Phillips, avant de former un duo avec le percussionniste Gérard Siracusa, qui devient rapidement un trio avec le guitariste Raymond Boni.
En 1976, il enregistre un album en solo, puis travaille avec le groupe de théâtre musical Blaguebolle, qui est à l'origine du GRIM (Groupe de Recherche et d'Improvisation Musicales) en 1978.
Il participe au quartet de Jef Gilson (1976-1979) ; au cours de la même période il joue avec François Couturier et on le retrouve dans le quintette de Michel Petrucciani, puis en association avec Joe McPhee le temps de quelques enregistrements et de tournées en Europe (1980-1983) puis aux États-Unis (1985).
Entre 1983 et 1984, il enregistre Pour Django avec le guitariste Raymond Boni. À partir de 1986, il étudie la composition musicale et l'arrangement avec Jimmy Giuffre à Boston. Il travaille également en duo avec Daniel Humair, Buddy Collette (1988), Charlie Mariano (1990), John Medeski (1994), Charlie Haden, Barry Altschul, John Tchicai, Jean-Marc Montera, Alain Soler, Fredy Studer, Violetta Ferrer et avec des musiciens en provenance d'Indonésie et de Guinée.
Au milieu des années 1980, il fonde le label CELP, où il a publié de nombreux albums. Jusqu'en 2001, il a enseigné au Conservatoire d'Avignon. Aujourd'hui, il collabore régulièrement aux productions discographiques du label Durance.

## Discographie sélective
- 1978 : Saxanimalier, Hathut Records
- 1981 : Musique Pour 8: L'Oc, Hathut Records
- 1982 : Tales and Prophecies, Hathut Records
- 1985 : Musique Pour 3 & 8 : Errance, Hathut Records
- 1985 : Pour Django, CELP
- 1987 : Eiffel : Live in Paris, CELP
- 1989 : Standards, CELP
- 1989 : Piazza di Luna, Harmonia Mundi
- 1989 : Cinoche, CELP
- 1990 : Something..., CELP
- 1990 : Abbaye de l'Épau, CELP
- 1991 : Peace / Pace / Paix, CELP
- 1992 : Giacobazzi : Autour de la Rade, CELP
- 1995 : Borobudur Suite, CELP
- 1995 : Merapi, CELP
- 1996 : Team Games, CELP
- 1997 : Bissau, CELP
- 1999 : Clarinet Sessions, CELP
- 2001 : Pour Théo..., CELP
- 2001 : Alliance, CELP
- 2013 : Fly Baby Fly!, AJMI Séries
- 2017 : Infernu, Hifiklub, Casa Éditions / Parallel Factory